# سوزوکی ۲۳۹۳
سیارک ۲۳۹۳ (به انگلیسی: 2393 Suzuki، نامگذاری:1955WB) دو هزار و سیصد و نود و سومین سیارک کشف شده‌است که در ۱۷ نوامبر ۱۹۵۵ و در نیس کشف شد.
قدر مطلق سیارک برابر ۱۰٫۵۰ است.